# Gud, du är inte i min värld
Gud, du är inte i min värld, psalm med text av Lars Åke Lundberg och musik av Kristin Soli. 

## Publicerad som
- Nr 35 i Cantarellen 1984
- Nr 753 i EFS-tillägget 1986 under rubriken Stillhet – meditation